# Guillaume Tell (film 1896)
Guillaume Tell è una fotopittura animata francese del 1896 diretta da Charles-Émile Reynaud e proiettata per la prima volta Consiglio di fondazione del Museo Grévin nella riunione del 13 maggio 1896.

## Trama
I due clown Footit e Chocolat, due celebri clown francesi di fine XIX secolo, interpretano lo sketch Guglielmo Tell per un nuovo circo. Chocolat ha la mela in testa, e ne mangia un pezzo, mentre Footit prende di mira la mela con la sua pistola, che si rivela essere ad acqua.

## Produzione
Il 28 ottobre 1892, Charles-Émile Reynaud dà la prima proiezione pubblica di uno spettacolo di immagini in movimento al museo Grévin di Parigi. Lo spettacolo, annunciato come "pantomime luminose" (Pantomimes Lumineuses), comprende tre sequenze animate: Pauvre Pierrot, Un bon bock e Le clown et ses chiens, ciascuno costituito da 500-700 lastre di vetro dipinte individualmente dallo stesso Reynaud e della durata di circa 15 minuti.
Successivamente alla nascita del cinema e delle "fotografie in movimento", anche Reynaud è costretto a piegarsi a questa nuova moda e realizza per il suo teatro ottico quelle che chiama "fotopitture animate". Si tratta di animazioni realizzate con sequenze di fotografie dipinte a mano, utilizzate al posto dei disegni, riprese attraverso uno strumento ottico creato dallo stesso Reynaud: il foto-scenografo. Di questo tipo di animazioni verranno prodotti da Reynaud i titoli:  Guillaume Tell (1896), Le premier cigare (1897) e Les clowns Price (1898).